# マリエータ (カリフォルニア州)
マリエータ（英: Murrieta）は、アメリカ合衆国カリフォルニア州のリバーサイド郡にある都市。2020年国勢調査での人口は110,949人で、国内でも最も成長速度の高い都市の1つとなっている。市内の大半が住宅地であり、市民の多くが隣のテメキュラ市、サンディエゴ郡、オレンジ郡に通勤している。
マリエータ市は南にテメキュラ、北にメニフィー、ウィルドマーと接している。
北カリフォルニアのサクラメント市近くの未編入領域であるランチョ・マリエータと混同されることがある。また南カリフォルニアの山賊ホアキン・マリエータと市の設立者が混同されることもある。

## 歴史
マリエータはその歴史の大半で人口が多い時代は無かった。穏やかにうねる丘に自生の樹木（現在は絶滅危惧種のエンゲルマンオークなど）が点在する土地を見たエセキアル・マリエータというスペイン人が、メキシコの特許土地であるランチョ・パウバとランチョ・テメキュラ併せて52,000エーカー (208 km²) を購入し、カリフォルニア州に羊飼育事業を持ってくるつもりだった。しかし、エセキアルはスペインに戻り、土地は弟のフアン・マリエータ（1844年-1936年）に渡した。フアンは1873年に10万頭の羊をこの谷に連れてきた。豊富な牧草地が羊を飼うのに適していた。
1882年にマリエータとサザン・カリフォルニア鉄道の大陸横断線とを繋ぐ鉄道の駅が建設された後、この谷の美しい景色を発見する者もいた。1890年にはマリエータの人口は800人ほどとなった。
フアン・マリエータは羊に水浴びさせるときに温泉を使ったと言われている。結果的にその温泉が町の中心になった。マリエータの住人はその温泉をマリエータ温泉リゾートに発展させるために投資し、それが全国から観光客を呼んだ。今日その場所（約50エーカー、200,000 m²）には、コスタメサのカルバリーチャペルが所有するバイブル・カレッジと会議場がある。カバルリーチャペルは昔のリゾート施設を改修し再建するために数百万ドルを注ぎ込んだ。
1935年に鉄道が廃線になると、この町の生きる糧だった観光客が立ち寄るのが難しくなった。鉄道と温泉があったことで経験した好景気は次第に凋んでいった。マリエータは小さな田舎町に留まることになった。
マリエータの町をアメリカ国道395号線が通っていたが、町が再度好景気を経験するのは1980年代初期に州間高速道路15号線が建設されてからだった。1980年代後半までに郊外の住宅地域が造られ、サンディエゴ郡、オレンジ郡およびリバーサイド郡の他地域から住人が移転してきてマリエータが急成長した。
1990年、住人が市制執行のための運動を始め、1991年7月1日にマリエータ市が誕生した。人口は1980年の2,200人から24,000人にまで成長していた。2020年国勢調査時点ではその4.5倍以上、110,949人を数える。
隣接するフレンチ・バレーを併合することで、リバーサイド郡南西部最大の空港を市内に取り込んだ。

## 地理
マリエータは北緯33度34分10秒 西経117度12分9秒 / 北緯33.56944度 西経117.20250度に位置する。アメリカ合衆国国勢調査局に拠れば、市域全面積は28.4平方マイル (73.6 km2)であり、このうち陸地は28.4平方マイル (73.5 km2)、水域は0.04平方マイル (0.1 km2)で水域率は0.14％である。
マリエータを含むインランド・エンパイアの気候は、1年を通じて乾燥し、特に乾燥の強い夏と、乾燥が和らぎ温暖な冬とに特徴付けられる。ケッペンの気候区分では、地中海性気候（Cs）から砂漠気候（BW）への移行区間にあり、ステップ気候（BS）に属する。気候についてはリバーサイド (カリフォルニア州)#気候も参照のこと。

## 人口動態
以下は2000年の国勢調査による人口統計データである。
| 基礎データ - 人口: 44,282人 - 世帯数: 14,320世帯 - 家族数: 11,699家族 - 人口密度: 602.2人/km2（1,560.0/人/mi2） - 住居数: 14,921軒 - 住居密度: 202.9軒/km2（525.6軒/mi2） 人種別人口構成 - 白人: 81.6% - アフリカン・アメリカン: 3.4% - ネイティブ・アメリカン: 0.7% - アジア人: 4.0% - 太平洋諸島系: 0.2% - その他の人種: 5.8% - 混血: 4.3% - ヒスパニック・ラテン系: 17.5% 年齢別人口構成 - 18歳未満: 33.7% - 18-24歳: 6.4% - 25-44歳: 30.8% - 45-64歳: 17.6% - 65歳以上: 11.4% - 年齢の中央値: 34歳 - 性比（女性100人あたり男性の人口） - 総人口: 96.1 - 18歳以上: 92.7 | 世帯と家族（対世帯数） - 18歳未満の子供がいる: 47.5% - 結婚・同居している夫婦: 70.2% - 未婚・離婚・死別女性が世帯主: 8.1% - 非家族世帯: 18.3% - 単身世帯: 14.5% - 65歳以上の老人1人暮らし: 6.7% - 平均構成人数 - 世帯: 3.1人 - 家族: 3.4人 収入と家計（2007年推計） - 収入の中央値 - 世帯: 78,883 米ドル - 家族: 90,930米ドル - 性別 - 男性: 49,107米ドル - 女性: 32,468米ドル - 人口1人あたり収入: 23,290米ドル 全国平均：21,587米ドル - 貧困線以下 - 対人口: 4.3% - 対家族数: 3.0% - 18歳未満: 4.3% - 65歳以上: 5.4% |

## 政治
カリフォルニア州議会では、上院の第36および下院の第64、第66選挙区に属している。連邦議会下院ではカリフォルニア州第45選挙区に属し、クック投票動向指数では共和党+3となっている。2010年時点ですべて共和党議員が務めている。
現市長はケリー・ベネットである。4期市長を務めたワーニー・エノックスが2009年2月に14件の重罪容疑で告発された。マリエータの歴史で監獄に送られた唯一の市長となった。判決は180日間の禁固となった。

## 犯罪
マリエータ市はFBIが発行した2005年の犯罪統計に拠ると、人口5万人から10万人の都市の中で、リバーサイド郡では最も安全、州内と国内では最も安全なクラスの都市である。モーガン・クイットノーによる2006年犯罪統計調査では、国内39番目に安全な都市となった。1992年に設立されたマリエータ警察署はリバーサイド郡南西部で唯一の自治体による警察署として特徴ある性格を持っている。現在の署員は約100人である。

## 消防
マリエータはほぼ39年間全てボランティアの消防団を維持してきたが、1987年に完全な自治体消防地区となり、リバーサイド郡南西部で唯一の消防部となった。

## 経済

### 主要雇用主
マリエータ市の包括的年間財務報告書2009年版によれば、市内の雇用主トップ10は以下の通りである。
| 順位 | 雇用主                         | 従業員数 |
| ---- | ------------------------------ | -------- |
| 1    | マリエータ・バレー統一教育学区 | 1,900    |
| 2    | サウスウェスト医療システム     | 1,500    |
| 3    | ターゲット                     | 500      |
| 4    | マリエータ市                   | 401      |
| 5    | ウォルマート                   | 340      |
| 6    | ザ・ホーム・デポ               | 295      |
| 7    | オークグローブ・センター       | 245      |
| 8    | リバーサイド郡                 | 220      |
| 9    | サムズクラブ                   | 220      |
| 10   | ロウズ                         | 200      |

## 交通
マリエータ市内には、2つの主要州間高速道路が通っており、市内と他地域とを結んでいる。市内西部を州間高速道路15号線、東部を同215号線が通っている。またアメリカ国道395号線も通っている。リバーサイド郡交通局が地域内のバス路線を運行している。将来カリフォルニア高速鉄道が通る可能性がある。住民はこれを2008年の住民投票で承認した。高速鉄道の駅ができると、1日の乗降客数は8,000人と予測されている。駅の建設予定地はマリエータとテメキュラの間、州間高速道路15号線と同215号線のインターチェンジ近くとされている。このインターチェンジの近く、マリエータクリークRVには、ゴミ捨て場と駐車場のあるRVサービスセンターがある。

## 教育
マリエータの公共教育はマリエータ・バレー統一教育学区が管轄している。この学区には小学校11校、中学校3校、普通科高校3校、継続学習校1校および独立研究校1校がある。地域の人口増が急激だったために小中高各1校の新設が進んでいる。マリエータ・メサ高校は2009年から2010年の学校年から1年生とと2年生に開校した。昔の温泉リゾート跡地に建設されたカルバリーチャペル・バイブルカレッジとその傘下にある私立普通科学校であるカルバリーチャペル・マリエータにも市民の子弟が通っている。

## 計画中のプロジェクト
マリエータ市内に高級ショッピング地域を開発する計画が進行している。この地域にはシネマコンプレックス、屋外プラザ、250室のホテルと大きなレセプションルーム、4,700台まで収容の駐車場、および高層オフィスビルが入る予定である。ここには多くの食事所が入る予定であり、将来は高速鉄道の駅も提案されている。この計画地は過去に、屋内ショッピングセンター、アイスリンク、博物館、西部をテーマにした博物館、さらにサンディエゴ・チャージャーズのスタジアムという提案もあった。計画が完成すると、マリエータでは最大の買い物場所となる。プロジェクトの予算は3億ドル以上が掛かると見られ、ライフスタイルセンターとして設計される。少なくとも9つの高級レストラン、1つの劇場、1つの24時間娯楽施設、会議場付きホテル1軒が含まれている。近年の不況で計画がストップしているが、近いうちに再開される見込である。

## 戦没者慰霊碑
現在マリエータ警察署、公共図書館、市役所、高齢者センターなど政府系建物を収容するために開発中であるタウンスクエアには、将来戦没者慰霊碑も建設される。これには200万ドルが掛けられ、市は建設開始のための50万ドルを供出している。名誉庭園、記念のオベリスク、第二次世界大戦戦没者慰霊壁が造られる予定である。

## 娯楽

### ベアクリーク・ゴルフコース
市内にある門付きコミュニティであるベアクリークには、南カリフォルニアゴルフ協会が使用するゴルフコースがある。ロナルド・レーガンやジェラルド・フォードなど多くの人々が訪れてきた。

### テレビ局
リバーサイド郡南西部にはテレビ局チャン年ル27が放送を流している。この局は現在経営に苦しんでおり、従業員の一部をレイオフしてきた。

### 青年スポーツ
マリエータには幅広いスポーツ教育プログラムがあり、子供達に機会を提供している。教えているスポーツはサッカー、野球、アメリカンフットボール（フラッグ、ジュニア、オールアメリカンおよびポップワーナー）、ストリートホッケー、およびチアリーディングがある。南カリフォルニアゴルフ学校がジュニア・ゴルファーズ・プレイアーズクラブを運営している。

### その他の娯楽
市内にはマリガン・ファミリー・ファンセンターがある。近郷には観光客が植物相（エンゲルマンオークもある）も動物相も野生生物の生息域を訪れ観察することができる国立自然保護区のサンタローザ高原がある。さらにゴーカートのレース場ポールポジションがあり、また映画館も1軒ある。テメキュラのワイナリーには車で20分の距離であり、ワインと気球の祭には参加者も多い。毎年マリエータとテメキュラはロッドランを共催しており、アンティークな自動車が集まってくる。

## 著名な出身者と住人
- フロイド・ランディス、自転車ロードレースのプロ選手、ツール・ド・フランス2006で優勝したが失格となった、ヨーロッパでレースに参加していないときはマリエータに家族と住んでいる
- トム・クルーズ、俳優とケイティ・ホームズ、女優の夫妻、マリエータに家がある
- リンゼイ・ダベンポート プロテニス選手、オリンピックで金メダル、1994年マリエータ・バレー高校卒
- バリー・ボンズ、元メジャーリーグベースボール選手、サンフランシスコ・ジャイアンツ、ベアクリークに住んでいた